# 拉蒙特 (愛荷華州)
拉蒙特（英語：Lamont）是一個位於美國愛荷華州布坎南縣的城市。

## 地理
拉蒙特的座標為42°36′00″N 91°38′28″W / 42.60000°N 91.64111°W，而該地的平均海拔高度為317米（即1040英尺）。

## 人口
根據2010年美國人口普查的數據，拉蒙特的面積為1.50平方千米，均為陸地。當地共有人口461人，而人口密度為每平方千米307人。